# Чор-базар

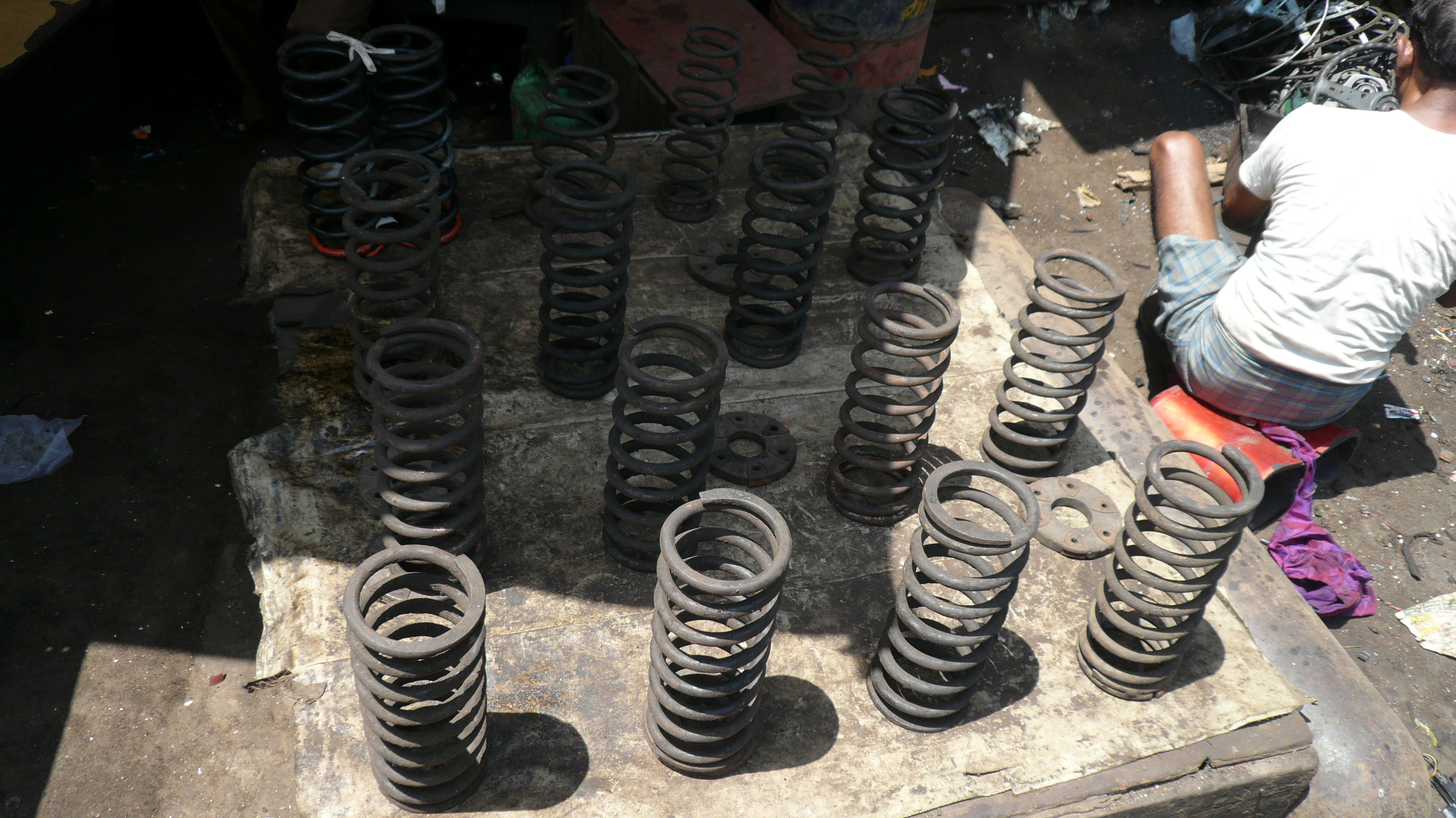
Автомобильные пружины, продающиеся на Чор-базар

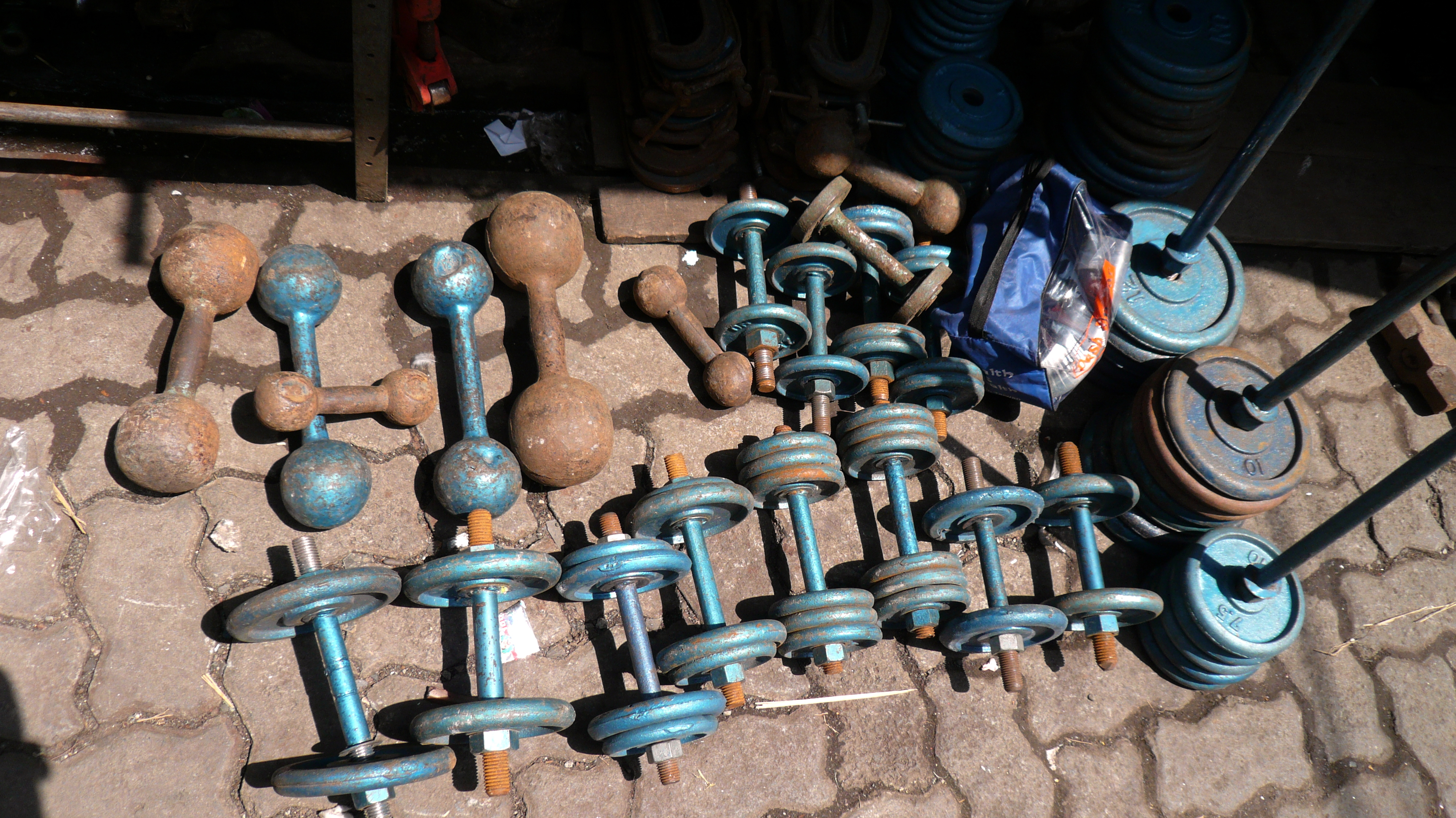
Гантели, выставленные для продажи на Чор-базар

Чор-базар, расположенный рядом с Бхенди Базаром в Южном Мумбаи, является одной из туристических достопримечательностей Мумбаи и одним из крупнейших вещевых рынков в Индии.
Слово Чор означает «вор» на хинди и маратхи. Рынок, как полагают, первоначально был назван Шор-базар (Shor Bazaar), то есть «шумный рынок». Однако на рынке действительно стали перепродавать краденые вещи, в результате чего прижилось новое название. По народному преданию, если вы потеряете что-нибудь в Мумбаи, вы можете купить это снова на Чор-базар. Рынок упоминается в популярных романах, в том числе Рохинтоном Мистри в «Долгом путешествии» (англ. Such a Long Journey), где он описывается как «нехорошее место».
Несмотря на такую репутацию, на Чор-базар продают главным образом бывшие в употреблении товары, а не краденые. В наши дни рынок славится антикварными и старинными предметами, причем продающимися настолько дёшево, что возникают сомнения в их подлинности. Магазин под названием Mini Market предлагает для продажи старые плакаты Болливуда. В других местах можно найти подлинную викторианскую мебель, запасные части для автомобилей и т. д. Хотя дешевизна иногда ошеломляет, торг считается обязательным. Это в основном «организованный» блошиный рынок, где приходится рыться в мусоре, чтобы найти то, что хочется.
Популярная история о происхождении названия рынка рассказывает о том, что скрипка и некоторые другие вещи королевы Виктории пропали без вести при разгрузке её корабля во время визита в Бомбей, а позже были найдены выставленными на продажу на «воровском» рынке.